# پشچنا
پشچنا (به لاتین: Pszczyna؛ تلفظ لهستانی: [ˈpʂt͡ʂɨna]) یک شهر در لهستان است که در گمینا پشچنا واقع شده‌است.
پشچنا ۲۱٫۸۶ کیلومتر مربع مساحت و ۲۵٬۸۸۳ نفر جمعیت دارد و ۲۶۲ متر بالاتر از سطح دریا واقع شده‌است.

## خواهرخوانده
شهر برگیش گلادباخ خواهرخواندهٔ پشچنا هست.